# Papiri Fabià
Papiri Fabià (en llatí Papirius Fabianus) va ser un retòric i filòsof romà de la primera meitat del segle i, en temps dels emperadors Tiberi i Calígula.
Va ser deixeble d'Arel·li Fusc i de Blande en retòrica, i de Sexti en filosofia. Va ser mestre de Gai Albuci Sil al que va ensenyar eloqüència, encara que era molt més jove que ell. El seu estil retòric el descriu Sèneca el Vell a la seva obra Controversiarum i és citat amb freqüència a les obres d'aquest autor Suasoriae i Controversiarum. El seu estil era més aviat recarregat, i encara que més endavant el va simplificar, no va aconseguir prescindir d'ornaments carregosos.
Sèneca col·loca les seves obres filosòfiques al mateix nivell que les de Ciceró, Gai Asini Pol·lió i Titus Livi, l'historiador. També parla de les coincidències de Papiri Fabià amb les concepcions filosòfiques estoiques del mateix Sèneca.
Va ser autor d'una obra anomenada probablement Rerum[?] Civilium, i els seus escrits filosòfics van superar en quantitat als de Ciceró. Havia prestat atenció també a la física, i Plini el Vell l'anomena "rerum nature peritissimus". Plini també fa referència sovint a dues obres seves, De Animalibus i Causarum Naturalium Libri.